# Zain (entreprise)
Pour les articles homonymes, voir Zain.
Zain, anciennement MTC est une société anonyme de télécommunications fondée en 1983 à Koweït. Zain en juin 2015 est présent au Moyen-Orient, à Bahreïn, en Jordanie, Koweït, Irak, Arabie Saoudite, Soudan, Sud Soudan et au Liban.

## Description
Elle a pris une importance mondiale en rachetant en 2005 la compagnie néerlandaise Celtel, qui était particulièrement présente en Afrique. En 2008, à la suite de cette acquisition, MTC renomme ses différentes filiales sous le nom, Zain
En 2008, Zain est le 4e opérateur mobile au monde en termes de présence géographique avec 15 opérations en Afrique et 7 au Moyen-Orient.
Fin mars 2010, Bharti Airtel annonce un accord de rachat de l'activité de téléphonie africaine de Zain pour former Airtel Africa. Les pays africains où Zain exploitait une licence de téléphonie mobile cédés à Bharti Airtel sont : Burkina Faso, Niger, Nigeria, Sierra Léone, Ghana, Tchad, Gabon, Congo RDC, Malawi, Maroc, Tanzanie, Ouganda, Kenya, Zambie, Congo Brazzaville et Madagascar.